# 生駒山テレビ・FM送信所
生駒山テレビ・FM送信所（いこまさんテレビ・エフエムそうしんじょ）は、大阪府東大阪市と奈良県生駒市にまたがる生駒山に所在するテレビジョン放送と一部のFMラジオ放送の親局送信所および中継局である。民放在阪広域テレビジョン放送や大阪府域局のテレビジョン放送とFM COCOLOの親局、奈良県域局の親局と中継局及び民放在阪広域AMラジオ放送のFM補完中継局が設置されている。

## 放送区域

### NHK大阪・広域圏民放

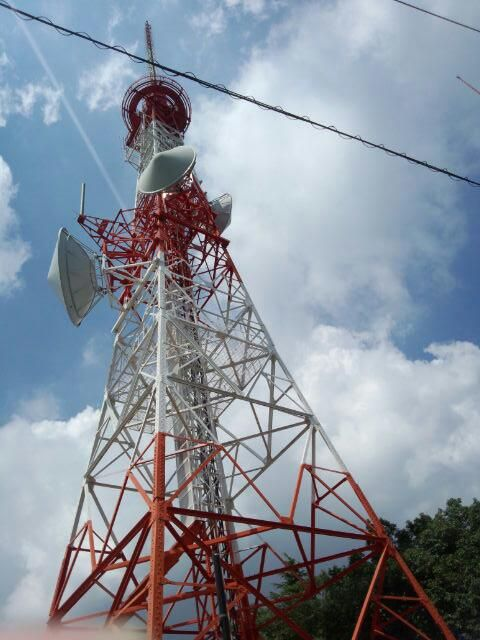
生駒山上にあるNHKのテレビ塔

大阪府の大部分の世帯、京都府の京都盆地、兵庫県の阪神平野・淡路島、奈良県の一部。

### 大阪府域局（テレビ大阪）
大阪府のほぼ全域と兵庫県・京都府のごく一部。

### 奈良県域局（NHK奈良総合、奈良テレビ放送）
奈良県の一部と大阪府四條畷市・京都府の一部。

## 歴史
- 1950年（昭和25年）2月2日 - NHK大阪放送局、総合テレビジョン実験放送を4chで開始。同年3月10日から週1回、3時間のみ。
- 1954年（昭和29年）3月1日 - NHK大阪総合テレビジョン（4ch）、近畿広域圏の親局として正式開局。
- 1956年（昭和31年）
  - 9月26日 - 大阪テレビ放送（6ch）の送信所が完成。
  - 10月18日 - 大阪テレビ放送、試験電波の発射を開始。
  - 10月30日 - 大阪テレビ放送、アナログテレビジョン放送の本免許交付を受け、この日より試験放送を開始。
  - 12月1日 - 大阪テレビ放送、西日本初の民放テレビ局として開局（午前9時半）。
- 1958年（昭和33年）
  - 7月27日 - 関西テレビ放送（8ch）の送信所が完成し、試験電波の発射を開始。
  - 8月3日 - 讀賣テレビ放送（10ch）の送信所が完成し、午後0時17分より試験電波の発射を開始[3]。
  - 8月16日 - 讀賣テレビ放送が試験放送を開始[3]。
  - 8月28日 - 讀賣テレビ放送が開局（午前9時）[3]。
  - 11月22日 - 関西テレビ放送が開局（午後4時半）。
  - 11月29日 - NHK大阪総合テレビジョン、米軍がレーダー用として使用していた1chと2chの帯域の返還および民放新局（＝毎日放送）への周波数割り当てのため、チャンネル番号を4chから2chに変更。
- 1959年（昭和34年）
  - 1月7日 - 毎日放送（4ch）の送信所が完成し、試験電波の発射を開始。
  - 3月1日 - 毎日放送が開局。これに伴い、大阪テレビ放送は、コールサインの変更と同時に「朝日放送大阪テレビ」の呼称使用を開始（その後、同年6月1日付けで朝日放送と合併）。
  - 4月1日 - NHK大阪教育テレビジョン（12ch）開局。現在に至るまで近畿広域圏の実質親局[注 1]である。
- 1969年（昭和44年）3月1日 - NHK大阪FM放送本放送開始[注 2]。当初はテレビ送信所から電波送信。
- 1970年（昭和45年）12月24日 NHK大阪UHFテレビ実験局（14ch）開局（1975年（昭和50年）4月6日廃止）。
- 1971年（昭和46年）
  - 4月1日 - NHK大津放送局、ここを親局とする既設の総合テレビ中継局をチャンネル変更した上で親局に転換し、滋賀県内での県域放送開始。以後近畿他府県のNHK放送局も順次総合テレビの府県域親局を開局させ、その結果、NHK大阪総合テレビは大阪府域局扱いとなったものの、スピルオーバー（電波漏れ）対策（減力・送信パターン変更）は実施されなかった（後のデジタル放送化でも同様）。
  - 6月1日 - NHKがFM放送を府県域化するにあたり、大阪府外へのスピルオーバーが大きな問題となったことから、当時大阪市内に送信所[5]があったエフエム大阪とともに飯盛山に共同でFM専用の新送信所を設置し、生駒山のNHK-FM送信所は廃止。
- 1978年（昭和53年）3月 - 朝日放送のテレビ送信所を南へ150m移転。
- 1982年（昭和57年）3月1日 - テレビ大阪（19ch）開局。大阪府域の民放テレビ局のため、先述のFMスピルオーバー問題を踏まえ、広域圏各局よりも標高が低い場所に送信所を設置した。
- 1995年（平成7年）10月16日 - 関西インターメディア（現：FM COCOLO）、日本初の外国語民放FM局として開局。約24年ぶりに生駒山にFM送信所が設置された。
- 2003年（平成15年）12月1日 - 広域圏各局及び大阪府域局が地上デジタルテレビジョン放送本放送開始[6]。
- 2006年（平成18年）4月1日 - 奈良県域局、地上デジタルテレビジョン放送本放送開始[6]。
- 2011年（平成23年）7月24日 - すべての地上アナログテレビジョン放送が終了し、60年弱の同放送の歴史に幕を降ろす。
- 2016年（平成28年）3月19日 - 正午より、毎日放送、ラジオ大阪、朝日放送の在阪AM各局がFM補完放送を開始[7][8]。
- 2018年（平成30年）4月1日 - 朝日放送が持株会社・朝日放送グループホールディングスへの移行に伴い、各放送部門を朝日放送テレビと朝日放送ラジオに分社化し、同時にテレビ放送部門のコールサインを変更。
- 2021年（令和3年）4月1日 - 毎日放送が、ラジオ放送部門をMBSラジオに分社化し、同時にテレビ放送部門のコールサインを変更。

## 所在地
生駒山は奈良県と大阪府の府県境に位置することもあり、ここに置かれている放送送信所は親局と中継局が複雑に入り混じっている。こうしたケースとしてはほかに福岡県と佐賀県の県境に位置する九千部山の久留米・鳥栖テレビ・FM放送所がある。
- NHK大阪・近畿広域圏民放各社：大阪府東大阪市山手町2028又は奈良県生駒市鬼取町662-1[9]
  - NHK・KTV・MBS&OBC（FM補完中継局）が東大阪市側に、ABC（テレビ・FM補完中継局とも）・ytv&MBS（テレビ）が生駒市側にある[9]。
- TVO：大阪府東大阪市山手町2031-4[10][11]
- 生駒奈良北中継局：奈良県生駒市菜畑町[12]2312-177[要出典]（生駒ケーブル霞ヶ丘駅南方[13]）
- TVNデジタル：奈良県生駒市菜畑町2312-70[14]（生駒ケーブル霞ヶ丘駅南方[13]）
- NHK東大阪石切中継局：大阪府東大阪市上石切町2丁目[要出典]（くさか園地）
- FM COCOLO：大阪府東大阪市上石切町2丁目1451-23[15]

## 地上デジタルテレビジョン放送送信設備
| リモ コン キー ID                                                                           | 放送局名                       | コール サイン | 物理 チャンネル | 空中線 電力 | 実行輻射 電力 | 放送局識別番号 | 放送対象 地域 | 放送区域 内世帯数 | 位置   |
| ------------------------------------------------------------------------------------------- | ------------------------------ | ------------- | --------------- | ----------- | ------------- | -------------- | ------------- | ----------------- | ------ |
| 1                                                                                           | NHK 大阪総合                   | JOBK-DTV      | 24ch            | 3kW         | 24kW          | 大阪0          | 大阪府        | 約570万世帯       | 山頂   |
| 1                                                                                           | NHK 奈良総合 生駒奈良 北中継局 | なし          | 31ch            | 10W         | 120W          | 奈良0          | 奈良県        | 約26万世帯        | 東中腹 |
| 2                                                                                           | NHK 大阪教育                   | JOBB-DTV      | 13ch            | 3kW         | 25kW          | 近畿広域1      | 全国          | 約570万世帯       | 山頂   |
| 2                                                                                           | NHK 大阪教育 生駒奈良 北中継局 | なし          | 36ch            | 300mW       | 1.3W          | 近畿広域1      | 全国          | 約2万4000世帯     | 東中腹 |
| 4                                                                                           | MBS 毎日放送                   | JOOY-DTV      | 16ch            | 3kW         | 24kW          | 近畿2          | 近畿 広域圏   | 約580万世帯       | 山頂   |
| 6                                                                                           | ABC 朝日放送 テレビ            | JOAY-DTV      | 15ch            | 3kW         | 23kW          | 近畿広域3      | 近畿 広域圏   | 約580万世帯       | 山頂   |
| 7                                                                                           | TVO テレビ大阪                 | JOBH-DTV      | 18ch            | 1kW         | 21kW          | 大阪6          | 大阪府        | 約380万世帯       | 西中腹 |
| 8                                                                                           | KTV 関西 テレビ放送            | JODX-DTV      | 17ch            | 3kW         | 29kW          | 近畿4          | 近畿 広域圏   | 約580万世帯       | 山頂   |
| 9                                                                                           | TVN 奈良 テレビ放送            | JONM-DTV      | 29ch            | 100W        | 2.3kW         | 奈良6          | 奈良県        | 約49万世帯        | 東中腹 |
| 10                                                                                          | ytv 讀賣 テレビ放送            | JOIX-DTV      | 14ch            | 3kW         | 24kW          | 近畿5          | 近畿 広域圏   | 約580万世帯       | 山頂   |
| ※NHK奈良総合・NHK大阪教育テレビ生駒奈良北中継局・TVO・TVNは指向性あり。それ以外は無指向性。 |                                |               |                 |             |               |                |               |                   |        |

### 備考
- NHK大阪は総合と教育の送信設備を共用。MBSはデジタルに限りytvの送信設備を共用（生駒山親局では唯一他局との相乗りである[要出典]。
- NHK奈良総合の親局は斑鳩町と大和郡山市にまたがる松尾山の松尾山テレビ・FM送信所にあるが、デジタル化に伴い、NHK奈良総合以外は生駒山からの電波を直接受信する方針に転換され、送信所が集約された。
- 朝日放送テレビは放送持株会社移行に伴うテレビ・ラジオ分社化に際しコールサインをJONR-DTV[22]から変更した[24]。
- 毎日放送はラジオ分社化に際しコールサインをJOOR-DTVから変更した。

## 地上アナログテレビジョン放送送信設備
| チャンネル                                                                                                | 放送局名           | コールサイン等   | 空中線電力           | 実効輻射電力         | 放送対象 地域 | 放送区域 内世帯数 | 位置   |
| --- | ------------------ | ---------------- | -------------------- | -------------------- | ------------- | ----------------- | ------ |
| 2 | NHK 大阪総合       | JOBK-TV          | 映像10kW/ 音声2.5kW  | 映像78kW/ 音声19.5kW | 大阪府        | 約500万世帯       | 山上   |
| 4 | MBS 毎日放送       | JOOR-TV          | 映像10kW/ 音声2.5kW  | 映像100kW/ 音声25kW  | 近畿広域圏    | 約500万世帯       | 山上   |
| 6 | ABC 朝日放送       | JONR-TV          | 映像10kW/ 音声2.5kW  | 映像100kW/ 音声25kW  | 近畿広域圏    | 約500万世帯       | 山上   |
| 8 | KTV 関西テレビ放送 | JODX-TV          | 映像10kW/ 音声2.5kW  | 映像100kW/ 音声25kW  | 近畿広域圏    | 約500万世帯       | 山上   |
| 10 | ytv 讀賣テレビ放送 | JOIX-TV          | 映像10kW/ 音声2.5kW  | 映像100kW/ 音声25kW  | 近畿広域圏    | 約500万世帯       | 山上   |
| 12 | NHK 大阪教育       | JOBB-TV          | 映像10kW/ 音声2.5kW  | 映像100kW/ 音声25kW  | 全国          | 約500万世帯       | 山上   |
| 19 | TVO テレビ大阪     | JOBH-TV          | 映像10kW/ 音声2.5kW  | 映像200kW/ 音声50kW  | 大阪府        | 不明              | 西中腹 |
| 49 | NHK 大阪教育       | 東大阪石切中継局 | 映像500mW/ 音声125mW | 映像6W/ 音声1.5W     | 全国          | 不明              | 西中腹 |
| 51 | NHK 大阪総合       | 東大阪石切中継局 | 映像500mW/ 音声125mW | 映像6W/ 音声1.5W     | 大阪府        | 不明              | 西中腹 |
| 58- | NHK 奈良総合       | 生駒奈良北中継局 | 映像30W/ 音声7.5W    | 映像250W/ 音声62W    | 奈良県        | 不明              | 東中腹 |
| 60- | TVN 奈良テレビ放送 | 生駒奈良北中継局 | 映像30W/ 音声7.5W    | 映像250W/ 音声62W    | 奈良県        | 不明              | 東中腹 |
| 62- | NHK 大阪教育       | 生駒奈良北中継局 | 映像10W/ 音声2.5W    | 映像89W/ 音声22W     | 全国          | 不明              | 東中腹 |
| ※全局2011年7月24日に廃止 ※58ch、60ch、62chはオフセット-10kHz局 ※VHF局は無指向性、その他は全局に指向性あり |                    |                  |                      |                      |               |                   |        |

### 備考
- 近畿地方でVHF放送電波を送信していたのはこの生駒山だけであり、他の近畿地方のアナログテレビ中継局はすべてUHFチャンネルであった。
- NHK東大阪石切中継局は、生駒山の山裾にあたり、親局の受信が困難な東大阪市の一部を対象とする難視聴対策用中継局であった。
- NHK奈良総合とTVNのアナログ親局は、斑鳩町と大和郡山市にまたがる松尾山にあり、現在松尾山にデジタル送信所を構えているのはNHK奈良総合のみである。
- 朝日放送（現：朝日放送テレビ）は1959年に大阪テレビ放送を合併した際に、コールサインをJOBX-TVから変更している。

## FMラジオ放送送信設備
| 周波数 | 放送局名                     | コール サイン | 空中線 電力 | 実効輻射 電力 | 放送対象 地域 | 位置 |
| --- | ---------------------------- | ------------- | ----------- | ------------- | --- | ---- |
| 76.5MHz | FM COCOLO                    | JOAW-FM       | 10kW        | 20kW          | 大阪市を中心として 同一の放送番組の 放送を同時に受信 できることが相当と 認められる区域 として総務大臣が 別に定める区域 | -    |
| 83.4MHz | NHK 奈良FM 生駒奈良 北中継局 | JOUP-FM       | 3W          | 9.5W          | 奈良県 | -    |
| 90.6MHz | MBSラジオ                    | なし          | 7kW         | 11kW          | 近畿広域圏 | 山頂 |
| 91.9MHz | OBC ラジオ大阪               | なし          | 7kW         | 11kW          | 近畿広域圏 | 山頂 |
| 93.3MHz | ABC 朝日放送 ラジオ          | なし          | 7kW         | 12.5kW        | 近畿広域圏 | 山頂 |
| - MBS・OBC・ABCはいずれも2016年3月19日正午本放送開始。 - FM COCOLO・NHK奈良とも指向性あり。 - 大阪府のみを放送対象地域とするFM（超短波）放送は、生駒山の北に位置する大東市の飯盛山より送信中だが、このうちNHK大阪放送局は当初、生駒山から送信していた（エフエム大阪は飯盛山移転まで大阪市内のビルの屋上より送信していた。FM802は開局時より飯盛山）。 - 外国語放送を行う放送対象地域は大阪市、堺市、東大阪市、京都市、神戸市、尼崎市、奈良市および関西国際空港である。 |                              |               |             |               | |      |

## 地上デジタルラジオ放送送信設備
- 2010年（平成22年）6月の廃止まで「実用化試験局」であった。

| 周波数 | 免許人                              | コールサイン | 空中線 電力 | 実効輻射電力 | 放送区域               | 放送区域 内世帯数 | 備考 |
| --- | ----------------------------------- | ------------ | ----------- | ------------ | ---------------------- | ----------------- | ---- |
| 190.214286MHz VHFテレビ7chに 相当する周波数帯 | 一般社団法人 デジタルラジオ推進協会 | JOBZ-FM      | 240W        | 770W         | 京阪神・阪奈地域の一部 | 約446万世帯       | 無し |
| - 2009年（平成21年）10月1日に再免許が交付され、2010年（平成22年）6月30日に廃止された。 - 地上デジタルラジオに関する参考リンク - 地上デジタル音声放送の実用化試験局受信可能エリア |                                     |              |             |              |                        |                   |      |

## マルチメディア放送送信設備
ジャパン・モバイルキャスティングを基幹会社としたV-High帯マルチメディア放送モバキャス及びそれを使用したmmbiのNOTTVが2012年4月1日に、VIPを基幹会社としたV-Low帯マルチメディア放送i-dioが2016年3月1日に、それぞれ放送を開始している。
2015年11月、NOTTVは2016年6月30日にサービスを終了した。
| 周波数（MHz） | 放送局名     | 空中線電力 | 実効輻射電力 | 放送区域                                       | 放送区域 内世帯数 | 開局日        | 放送終了日     |
| ------------- | ------------ | ---------- | ------------ | ---------------------------------------------- | ----------------- | ------------- | -------------- |
| 105.428571    | i-dio        | 10kW       | 26kW         | 大阪府・京都府・ 兵庫県・奈良県の一部          | -                 | 2016年 3月1日 | 2020年 3月31日 |
| 214.714286    | Jモバ大阪MMH | 25kW       | 220kW        | 大阪府・京都府・ 兵庫県・奈良県・滋賀県の 一部 | -                 | 2012年 4月1日 | 2016年 6月30日 |
| 214.714286    | Jモバ大阪DTV | 25kW       | 220kW        | 大阪府・京都府・ 兵庫県・奈良県・滋賀県の 一部 | -                 | 2015年 4月1日 | 2016年 6月30日 |